# Polymastia penicillus
Polymastia penicillus är en svampdjursart som först beskrevs av Montagu 1818.  Polymastia penicillus ingår i släktet Polymastia och familjen Polymastiidae. Inga underarter finns listade i Catalogue of Life.